# Schloss Boreczek
Schloss Boreczek (polnisch Pałac w Boreczku) ist ein neugotisches Schloss im niederschlesischen, bis 1945–46 deutsch besiedelten Ort Boreczek (Wäldchen) im Powiat Strzeliński (Kreis Strehlen).

## Geschichte
Das Schloss wurde 1860 für Baron Gustav von Tröltsch erbaut. Graf Arno von Stosch ließ es 1930 umbauen. Durch Kriegshandlung 1945 beschädigt, wurde das Schloss in den Folgejahren wiederaufgebaut.

## Bauwerk
Das Gebäude ist ein zweigeschossiger verputzter Ziegelbau mit einem Mezzanin. Die Südfassade hat neun Achsen mit einem siebenachsigen Hauptbau, der mit einem Stufengiebel betont ist. Vor dem Haupteingang befindet sich eine gemauerte Veranda. Rückwärtig hat der Bau einen markanten Risalit. An den Fassaden sind Gurtgesims, Konsolgesims, und Zinnen erhalten. Am Giebel in der Vorderansicht befinden sich Wappenkartuschen der Familien Stosch und Rotkirch und das Datum 8.5.1930.